# Cmus
cmus（C* Music Player）是一个小型、快速的面向类Unix系统操作系统的控制台式音频播放器。cmus以GNU通用公共许可证（GPL）条款分发，并只通过内置的ncurses以基于文本的用户界面操作。
这种纯文本设计减少了程序运行所需要的资源，使其成为了旧款或性能较弱的计算机，以及不具有图形环境（例如X Window System）系统的好选择。

## 历史
cmus最早由Timo Hirvonen编写。在2008年6月左右，他停止了cmus的开发，这导致在2008年11月产生了一个名为“cmus-unofficial”的复刻。

## 核心功能
- 支持众多音频格式，包括：Ogg Vorbis、MP3、FLAC、Musepack、WavPack、Wav、MPEG-4/AAC、ALAC、WMA、APE、TTA、SHN和MOD。
- Gapless playback（英语：Gapless playback）
- 回放增益支持
- MP3和Ogg流媒体（SHOUTcast/Icecast）
- 强大的音乐库过滤/实时过滤功能
- 播放队列
- 编译处理
- 可定制颜色和动态热键绑定
- Vi风格的搜索和命令模式
- 可通过cmus-remote程序远程控制（以UNIX socket或TCP/IP）
- 已知兼容众多类Unix系统系统，包括Linux、OS X、FreeBSD、NetBSD、OpenBSD、Cygwin和OpenWrt[3]